# 54-es főút (Magyarország)
Az 54-es főút egy majdnem 94 kilométer hosszú másodrendű főút Bács-Kiskun vármegye területén; Kecskemét és Baja térségét kapcsolja össze. Hazánk aránylag fiatalabb főútjai közé tartozik, főúti minőségben csak a 20. század második felében épült ki.

## Vonalvezetése
Az 5-ös főútból ágazik ki, annak a 90+800-as kilométerszelvénye közelében lévő körforgalmú csomópontjából, nyugat-délnyugat felé; ugyanott indul az ellenkező irányban a Békéscsaba-Gyula-román határ felé vezető 44-es főút. Tényleges kezdőpontjának helye nem világos, de a kilométer-számozása ennél a körforgalomnál már az 1+150-es szelvény környékén jár. Az út nagyjából végig délnyugati irányt követ. Még a második kilométere előtt egy újabb körforgalmon halad át, 3,2 kilométer után pedig beletorkollik észak-északnyugat felől az 541-es főút, mely a városközpont felől húzódik idáig. A hatodik kilométerét elhagyva elhalad az M5-ös autópálya felüljárója alatt – a sztrádával itt csomópontja is van –, a nyolcadik kilométere táján eléri Helvécia délkeleti határát, 13,4 kilométer után pedig mindkét előző települést elhagyja.
Jakabszállás határai között folytatódik, a község lakott területét mintegy 3 kilométerrel arrébb éri el. A központban csatlakozik hozzá délkelet felől a Kiskunfélegyházától húzódó 5302-es út, ugyanott keresztezi a Kecskeméti kisvasút Kecskemét–Kiskunmajsa-vasútvonalának nyomvonalát is, amellyel idáig többé-kevésbé párhuzamosan húzódott. A két közút pár száz méteren át közös nyomvonalat követ (kilométer-számozás tekintetében ellentétes irányba számozódva), majd – már külterületen – különválnak, s az 5302-es a korábbi irányához visszatérve halad tovább, Izsák déli részéig.
Nagyjából a 22. és 28. kilométerei között Orgovány és Bugacpusztaháza határvonalát követi, az előbbi települést ennél jobban nem is érinti, utóbbival az 5407-es út köti össze, mely a falut elhagyva még továbbvezet Móricgáton át Jászszentlászlóig. Bócsa a következő települése, melyen a 36. kilométere táján halad át; előtte még kiágazik belőle délkelet felé a különálló Fischerbócsa községrészbe vezető 54 122-es számú mellékút, a központban pedig azonos irányban a Kiskunmajsára vezető 5404-es út.
A 40. kilométere táján szeli át Soltvadkert határát, a várost 43,5 kilométer után éri el. Az 53-as főút elkerülő szakaszának átadása előtt Bócsai út néven húzódott a kiskunhalasi elágazásánál létesült körforgalomig, ott nyugatnak fordult, és néhány kilométeren át közös szakaszon haladt az 53-as főúttal, kilométer-számozás tekintetében ellentétes irányt követve (közös belterületi szakaszukon Kossuth Lajos utca néven) és együtt keresztezték – szintben, nyílt vonali szakaszon – a Budapest–Kelebia-vasútvonalat is, utána szinte azonnal kiléptek Soltvadkert belterületéről. Ma viszont már a két főút együtt kerüli el a várost, az 54-es főút az új kiskunhalasi elágazásnál létesült körforgalomtól északnyugatnak fordul és néhány kilométeren át közös szakaszon fut az 53-as főút új, a várost elkerülő nyomvonalával. Eközben körforgalom formájában keresztezi a Bajcsy-Zsilinszky utcát, ezután pedig szintén körfalom formájában keresztezi az 5316-os utat, az 53-as főút régi nyomvonalát. Ezután felüljáró formájában keresztezik a a Budapest–Kelebia-vasútvonalat, majd a következő körforgalomban szétválik a két főút, közel Kiskőrös határához.
Nagyjából az 54. kilométerétől az út Kecel határai között folytatódik, a település lakott területén az 57. és 61. kilométerei között halad végig, előbb Soltvadkerti út, majd Császártöltési út néven. A központban keresztezi az 5309-es utat, mely Kecel északi külterületeit köti össze Kiskunhalassal. Császártöltés a következő települése, melynek előbb, a 68. kilométere táján Kiscsala nevű részét érinti, a 72. kilométere környékén pedig a központját szeli át; ugyanott torkollik bele északnyugat felől a Homokmégytől odáig húzódó 5313-as út.
Hajós határai között húzódik tovább, de a település központját nem érinti, csak a híressé vált pincesora mellett halad el, 77,6 kilométer teljesítése után; ugyanott keresztezi a Kalocsa-Mélykút-szerb határ közti 5312-es utat. A 82. kilométere táján Érsekhalma, a 87.-nél Nemesnádudvar belterületét érinti, de a központját mindkettőnek elkerüli, oda csak az 54 118-as és 53 119-es számú mellékutak vezetnek be a főút irányából. Sükösd belterületének északi részén ér véget, beletorkollva az 51-es főútba, annak a 146+850-es kilométerszelvénye közelében.
Teljes hossza, az országos közutak térképes nyilvántartását szolgáló kira.kozut.hu adatbázisa szerint 93,963 kilométer.

## Települések az út mentén
- Kecskemét
- (Helvécia)
- Jakabszállás
- (Orgovány)
- (Bugacpusztaháza)
- Bócsa
- Soltvadkert
- Kecel
- Császártöltés
- (Hajós)
- Érsekhalma
- Nemesnádudvar
- Sükösd

## Története
1934-ben a kereskedelem- és közlekedésügyi miniszter 70 846/1934. számú rendelete a Kecel-Sükösd közti szakaszát harmadrendű főúttá nyilvánította, 532-es útszámozással; többi mai szakaszát a rendelet alapján 1937-ben kiadott közlekedési térkép még mellékúti kiépítettséggel sem tünteti fel. A második világháború idején, az első és második bécsi döntések utáni időszakban sem létezett még komolyabb forgalom bonyolítására képes útként; az 54-es útszámot egy évtizeddel korábban is, s még ekkor is a Szeged-Baja-Bátaszék útvonal (a mai 55-ös főút) viselte.
1949-ben már a teljes hosszában – jobb-rosszabb állapotú – makadámútként húzódott, kivéve az akkor még mindig kiépítetlen Soltvadkert-Kecel szakaszt. Az 1955-1960 közötti időszakban – úgy tűnik – ismét csak a Kecel utáni szakasza volt főúti minőségben kiépítve, a Sükösd-Kiskőrös közti 522-es főút részeként (bár a Jakabszállás és Bócsa közti szakasz 1946-47 között elkészült, de nem volt meg a folytonossága a keceli és attól nyugatabbra húzódó szakasszal).
A Kartográfiai Vállalat 1970-ben kiadott autótérképének tanúsága szerint abban az időben már szinte a teljes mai hosszában főút volt és a jelenkori útszámozását viselte. Az egyetlen jelentősebb különbség az akkori és a mai nyomvonal között a kecskeméti szakaszát érintette: kiindulási pontja ugyanis még a megyeszékhely belvárosát övező körút (5-ös főút) Rávágy téri szakasza volt, nagyjából 2,5 kilométeren át a mai 541-es főút nyomvonalán húzódott, majd a kisvasút vágányait követte, azokkal párhuzamosan haladva, Halasi út néven, és a mai nyomvonalat nem sokkal annak a hetedik kilométere előtt érte el. Ez a vonalvezetés legkésőbb az M5-ös autópálya itteni szakasza építésének megkezdésével (1997-ben) szűnhetett meg, mert a sztráda fizikailag is különálló részekre szelte szét a régi utat.